# IC 3209
IC 3209 ist eine Spiralgalaxie vom Hubble-Typ Sbc im Sternbild Jungfrau auf der Ekliptik. Sie ist schätzungsweise 333 Millionen Lichtjahre von der Milchstraße entfernt und hat einen Durchmesser von etwa 80.000 Lichtjahren. Unter der Katalognummer VCC 527 wird sie als Mitglied des Virgo-Galaxienhaufens gelistet, ist dafür jedoch zu weit entfernt.
Im gleichen Himmelsareal befinden sich u. a. die Galaxien NGC 4313, IC 3192, IC 3196, IC 3208.
Das Objekt wurde am 7. Mai 1904 von Royal Harwood Frost  entdeckt.